# Aliabad-e Dizgaran
Aliabad-e Dizgaran (perski: علي ابادديزگران) – wieś w zachodnim Iranie, w ostanie Kermanszah. W 2006 roku miejscowość liczyła 245 osób w 56 rodzinach.